# Mauerbesatzung
Als Mauerbesatzung werden Personen bezeichnet,  die für den Wachdienst oder den Kampf auf der Mauer einer Befestigung eingesetzt wurden.
Meist handelte es sich um die Truppen, also Soldaten, die die entsprechende Befestigung besetzt hielten. In einigen Fällen, wie bei einer  Stadtverteidigung, wurden bewaffnete Zivilpersonen bei der Mauerverteidigung eingesetzt. Die Besatzung einer Mauer bestand dann aus gemischten Einheiten von Soldaten und unterstützenden Zivilisten, die mit entsprechender Bewaffnung in den Kampf eingreifen konnten. Zivilisten wurden zu logistischen Diensten herangezogen, indem sie im Belagerungsfall die Mauerbesatzung mit Nahrung versorgen oder im Gefecht Munition wie Pfeile und Wurfgeschosse auf die Mauern brachten.
In den mittelalterlichen Städten mit ihren Stadtmauern waren Zünfte für die Verteidigung bestimmter Mauerabschnitte verantwortlich. Die Zunftmitglieder hatten für die Instandhaltung und das Training ihrer Mitglieder zu sorgen.